# Дивоптах-шилодзьоб
Дивоптах-шилодзьоб (Epimachus) — рід горобцеподібних птахів родини дивоптахових (Paradisaeidae). Містить 2 види.

## Поширення
Представники роду поширені в Новій Гвінеї. Населяють райони гірських тропічних лісів та хмарних лісів уздовж центральної гірської осі острова.

## Опис
Найбільші представники родини. У них довгий серпоподібний дзьоб та довгий хвіст. Враховуючи хвіст, самці можуть сягати до 1 м завдовжки. У них чітко виражений статевий диморфізм — самці більші за самиць, мають набагато довший хвіст і забарвлення чорного кольору з ефектними металевими відблисками і витягнутим пір'ям з боків, тоді як самиць мають тьмяніше маскувальне забарвлення.

## Види
- Дивоптах-шилодзьоб чорний (Epimachus fastosus)
- Дивоптах-шилодзьоб бурий (Epimachus meyeri)